# Harold i el llapis màgic
Harold i el llapis màgic (títol original en anglès, Harold and the Purple Crayon) és una pel·lícula de fantasia estatunidenca amb mescla d'animació i d'imatge real dirigida per Carlos Saldanha a partir d'un guió de David Guion i Michael Handelman, basada en el llibre infantil homònim de 1955 de Crockett Johnson. És protagonitzada per Zachary Levi en el paper principal, amb Lil Rel Howery, Benjamin Bottani, Jemaine Clement, Tanya Reynolds i Zooey Deschanel en papers secundaris. La pel·lícula serveix com a seqüela del llibre original, on, després que l'aventurer Harold creixi amb el seu llapis màgic de color morat i s'allunyi de les pàgines del llibre, descobreix que té molt per aprendre sobre la vida real. S'ha doblat al català.
Produïda per Columbia Pictures en associació amb Davis Entertainment, es va estrenar el 2 d'agost de 2024.